# Bataille des Quatre Chemins de l'Oie (1793)
Pour les articles homonymes, voir Bataille des Quatre Chemins de l'Oie.
Guerre de Vendée
Batailles
La bataille des Quatre Chemins de l'Oie se déroule le 11 décembre 1793 lors de la guerre de Vendée. Elle s'achève par la victoire des Vendéens qui s'emparent du camp républicain de L'Oie.

## Prélude
Après s'être réunis le 8 décembre aux Lucs-sur-Boulogne, les chefs vendéens Charette, Joly et Savin passent trois jours à rassembler leurs forces. Ils se mettent alors d'accord pour mener une expédition en Anjou et au Haut-Poitou pour y recruter des troupes, puis de revenir en force au Bas-Poitou et au Pays de Retz pour repousser les républicains. Sur leur chemin se trouve cependant le camp de L'Oie, situé près du croisement des Quatre Chemins, où se rencontrent les routes de Nantes à La Rochelle et des Sables-d'Olonne à Saumur.

## Déroulement
Le 11 décembre, après avoir passé la nuit aux Essarts, les Vendéens attaquent le camp des Quatre-Chemins,.
Le combat débute à une heure de l'après-midi. Les Vendéens se présentent sur trois colonnes, avec la cavalerie en avant-garde, menée par Joly. Selon l'officier vendéen Lucas de La Championnière, Joly arrive par la route des Sables au sud-ouest et Charette par la route de La Rochelle au sud.
Joly utilise une ruse en parant ses cavaliers de cocardes tricolores. Les sentinelles sont surprises et les Vendéens font irruption à l'intérieur du camp. Des renforts, venus de Saint-Fulgent, sont également repoussés avec pertes et se replient sur Montaigu.
Totalement surpris, les républicains s'enfuient en direction de Luçon et des Herbiers,. Les Vendéens restent maîtres du camp et s'emparent de fusils, de munitions, de vivres et de divers équipements,. Ils passent la nuit à Sainte-Florence et se portent le lendemain aux Herbiers, qui est prise sans combat. Les officiers vendéens décident alors de désigner un commandant en chef et le matin du 12 décembre, ils élisent Charette général en chef de l'« Armée catholique et royale du Bas-Poitou ».

## Pertes
Les républicains subissent de lourdes pertes. D'après Charles-Louis Chassin, « sur 2 000 hommes, 1 000 furent tués »,. Pour Le Bouvier-Desmortiers, « des 1 500 hommes du camp, il ne s'en sauva pas le quart ». Les Vendéens s'emparent également de 400 fusils selon de Bouvier-Desmortiers et de 1 500 selon Chassin,. Selon les mémoires de l'officier vendéen Lucas de La Championnière, le camp « devint une boucherie » et les Vendéens s'emparèrent d'un canon, de poudre et d'un grand nombre de paires de souliers.